# 88
88 (LXXXVIII) var ett skottår som började en tisdag i den julianska kalendern.

## Händelser

### Okänt datum
- Sedan Anacletus I har avlidit väljs Clemens I till ny påve (detta år eller 91 eller 92).
- Två egyptiska obelisker reses i Benevento framför Isis tempel till Domitianus ära.
- Quintilianus drar sig tillbaka från sin lärarverksamhet, för att sammanställa sitt stora verk om talekonst (Institutio Oratoria) (omkring detta år).
- Det första dakiska kriget tar slut (detta eller nästa år).
- Den kinesiska östra Handynastins Yuanhe-era avlöses av Zhanghe-eran när Han Hedi blir kejsare av Kina.

## Avlidna
- Anacletus I, påve sedan 76 eller 79 (död detta år eller 91)
- Valerius Flaccus, romersk poet (Argonauterna)
- Han Zhangdi, kejsare i den kinesiska Handynastin